# Vilhelm Nygaard
Peter Carl Vilhelm Nygaard, född 11 januari 1872, död 6 december 1936, var en dansk fackföreningsman.
Nygaard var ursprungligen cigarrarbetare och blev 1899 ordförande i Tobaksarbetarförbundet. Han var 1913-19 medarbetare i den socialdemokratiska pressen, blev 1919 sekreterare i De samvirkende Fagforbund, vice ordförande 1924 samt ordförande från 1928.